# Abaraeus
Abaraeus är ett släkte av skalbaggar som ingår i familjen långhorningar.

## Arter
- Abaraeus cuneatus
- Abaraeus curvidens
- Abaraeus hamifer